# Joaquim Rodríguez
Joaquim Rodríguez Oliver (* 2. května 1979, Parets del Vallès) je bývalý španělský (katalánský) silniční profesionální cyklista. Kariéru ukončil v roce 2016 jako jezdec ProTour stáje Kaťuša Team. Na všech podnicích Grand Tour se dokázal umístit mezi nejlepšími třemi. V závodě Vuelta a España byl v roce 2005 nejlepším vrchařem a v roce 2015 získal bílý trikot pro nejvšestrannějšího jezdce. Vybojoval tři etapová vítězství na Tour de France, dvě na Giro d'Italia a devět na Vueltě. Na mistrovství světa v silniční cyklistice dojel v roce 2009 třetí a v roce 2013 druhý, na Letních olympijských hrách 2016 obsadil páté místo. Vyhrál celkové pořadí UCI World Tour v letech 2010, 2012 a 2013. Je vítězem etapových závodů Volta a Catalunya (2010 a 2014) a Kolem Baskicka (2015) a jednorázových závodů Giro di Lombardia (2012 a 2013), Klasika Primavera (2007) a Valonský šíp (2012). V anketě Vélo d'Or obsadil v roce 2012 třetí místo. Měl přezdívku Purito, tzn. Doutníček.

## Celkové pořadí na velkých etapových závodech
|                 | 2001 | 2002 | 2003 | 2004 | 2005 | 2006 | 2007 | 2008 | 2009 | 2010 | 2011 | 2012 | 2013 | 2014 | 2015 |
| --------------- | ---- | ---- | ---- | ---- | ---- | ---- | ---- | ---- | ---- | ---- | ---- | ---- | ---- | ---- | ---- |
| Tour de France  | -    | -    | -    | -    | -    | -    | -    | -    | -    | 7.   | -    | -    | 3.   | 54.  | 29.  |
| Giro d'Italia   | 80.  | -    | -    | -    | 80.  | -    | -    | 17.  | DSQ  | -    | 4.   | 2.   | -    | X    | -    |
| Vuelta a España | -    | -    | 26.  | 42.  | 37.  | 17.  | -    | 6.   | 7.   | 4.   | 19.  | 3.   | 4.   | 4.   | 2.   |